# Comtat de Beaver (Oklahoma)
El Comtat de Beaver (en anglès: Beaver County) és un comtat localitzat al nord-oest de l'estat estatunidenc d'Oklahoma, específicament a l'Oklahoma Panhandle. Segons el cens dels Estats Units del 2010 té una població de 5.636 habitants.

## Història

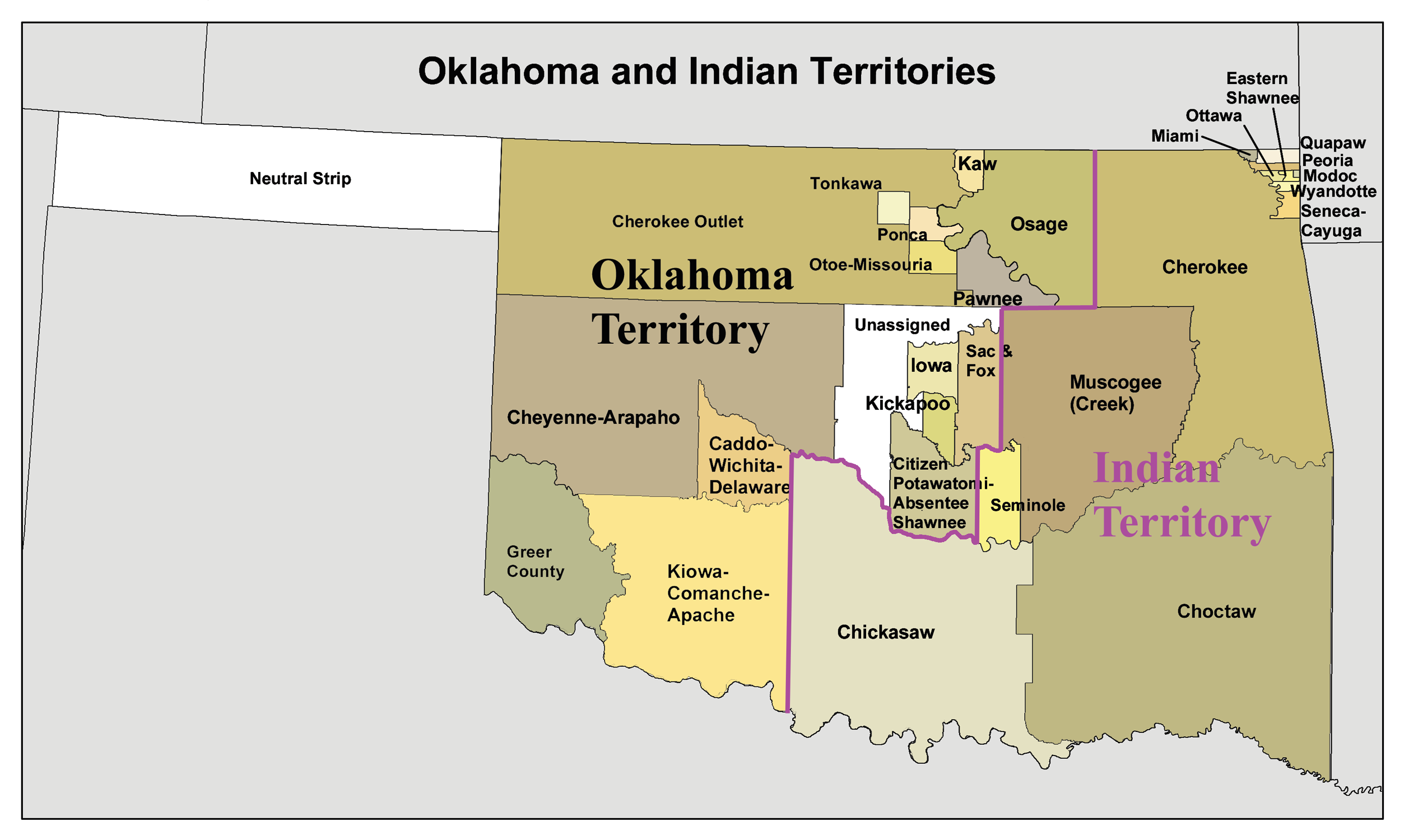
Mapa del Territori d'Oklahoma amb el Comtat de Beaver com a franja neutral al nord-oest

La terra del que és ara el Comtat de Beaver ha format part de diversos territoris. Fou part de la República de Texas quan Texas no formava encara part dels Estats Units d'Amèrica. Va formar part de la franja neutral del Territori d'Oklahoma. El 1890 va passar a formar part del Territori d'Oklahoma i el seu territori s'estenia per tot l'Oklahoma Panhandle. El 1907, quan Oklahoma va esdevenir estat estatunidenc, el Comtat de Beaver es va dividir en el Comtat de Cimarron a l'oest, el Comtat de Texas al centre i el Comtat de Beaver actual a l'est. Des de la partició del comtat ara els seus límits són 100° W (est), 37° N (nord), 36,5°N (sud), i aproximadament 100,8°W (oest).

## Geografia
Segons l'Oficina del Cens dels Estats Units, el comtat tenia una àrea total de 4.708 quilòmetres quadrats, dels quals 4.989,2 quilòmetres quadrats són terra i 7,8 quilòmetres quadrats (0,18%) són aigua.

### Autovies principals
- U.S. Highway 64
- U.S. Highway 83
- U.S. Highway 270
- U.S. Highway 412
- State Highway 3
- State Highway 23

### Parcs nacionals
- Beaver Dunes State Park

### Comtats adjacents
|  |  |  |
|  |  |  |
|  |  |  |

## Demografia

Piràmide de població del Comtat de Beaver

Segons el cens del 2000, hi havia 5.857 persones, 2.245 llars, i 1,706 famílies residint en el comtat. La densitat de població era d'1 persona per quilòmetre quadrat. Hi havia 2.719 cases en una densitat d'1 per quilòmetre quadrat. La composició racial era d'un 92,71% blancs, 0,29% negres o afroamericans, un 1,25% natius americans, un 0,10% asiàtics, un 0,03% illencs pacífics, un 3,76% d'altres races, i un 1,86% de dos o més races. Un 10,76% de la població eren hispànics o llatinoamericans de qualsevol raça.
Hi havia 2.245 llars de les quals en un 33,50% tenien menors d'edat vivint-hi, en un 66,30% eren parelles casades vivint juntes, en un 6,10% vivien dones solteres, i un 24,00% no eren famílies. Un 22,00% de totes les llars tenien solament una persona vivint-hi i en un 12,30% hi vivien majors de 64 anys sols. La mitjana de mida de la llar era de 2,57 persones i de la família era de 2,99 persones.
Pel comtat la població s'estenia en un 26,80% menors de 18 anys, un 6,50% de 18 a 24 anys, un 25,80% de 25 a 44 anys, un 24,10% de 45 a 64 anys, i un 16,90% d'edat 65 o més. L'edat mediana era de 39 anys. Per cada 100 dones hi havia 102,20 homes. Per cada 100 dones d'edat 18 i més, hi havia 100,90 homes.
L'ingrés anual de mediana per una llar era de 36.715 $, i l'ingrés anual de mediana per a una família era de 41.542 $. Els homes tenien un ingrés anual de mediana de 31.013 $ mentre que les dones en tenien de 20.162 $. La renda per capita pel comtat era de 17.905 $. Un 8,80% de les famílies i un 11,70% de la població estaba per sota del llindar de la pobresa, incloent-hi dels quals un 15,80% menors de 18 anys i un 7,80% majors de 64 anys.

## Política
El Comtat de Beaver ha set històricament un comtat republicà. L'últim candidat demòcrata en guanyar per majoria el comtat va ser Harry S. Truman el 1948. En les últimes tres eleccions el candidat republicà ha rebut consitentment més del 85% dels vots del comtat.
Forma part del 3r districte congressual d'Oklahoma, i és per tant representat per Frank Lucas. En el Senat d'Oklahoma és part del vint-i-setè districte i és representat pel republicà Bryce Marlatt. En la Cambra de Representants d'Oklahoma forma part del seixanta-unè districte i és representat per republicà Gus Blackwell.

## Entitats de població
| - Balko - Beaver - Boyd - Bryans Center - Clear Lake - Elmwood - Floris - Forgan - Gate | - Gray - Knowles - Little Ponderosa - Logan - Mocane - Slapout - Sophia - Turpin |